# Ordinamento monetario
L'ordinamento monetario è l'organizzazione giuridica e tecnica che regola, in una data società, il funzionamento dei vari strumenti monetari: esso è caratterizzato da tutte le norme giuridiche e dagli istituti che sono preposti a regolare e controllare la circolazione monetaria. Si sottolinea una grande partizione che si può fare tra i vari sistemi monetari e cioè quella che divide i sistemi fondati su moneta-merce dai sistemi fondati su moneta-segno.